# Судоподъёмник Стрепи-Тьё
Судоподъёмник Стрепи-Тьё (фр. L'ascenseur funiculaire de Strépy-Thieu) расположен на Центральном канале в Бельгии, близ города Тьё в муниципалитете Ле Рёль провинции Эно. Способен поднимать суда водоизмещением до 1350 тонн. Перепад высот между верхним и нижним бьефами — 73,15 метра. Являлся самым высоким в мире до ввода в эксплуатацию вертикального судоподъёмника ГЭС Три ущелья в 2016 году.

## История

Старые судоподъёмники на Центральном канале, с первого по четвёртый. 'A' — новый судоподъёмник Стрепи-Тьё.

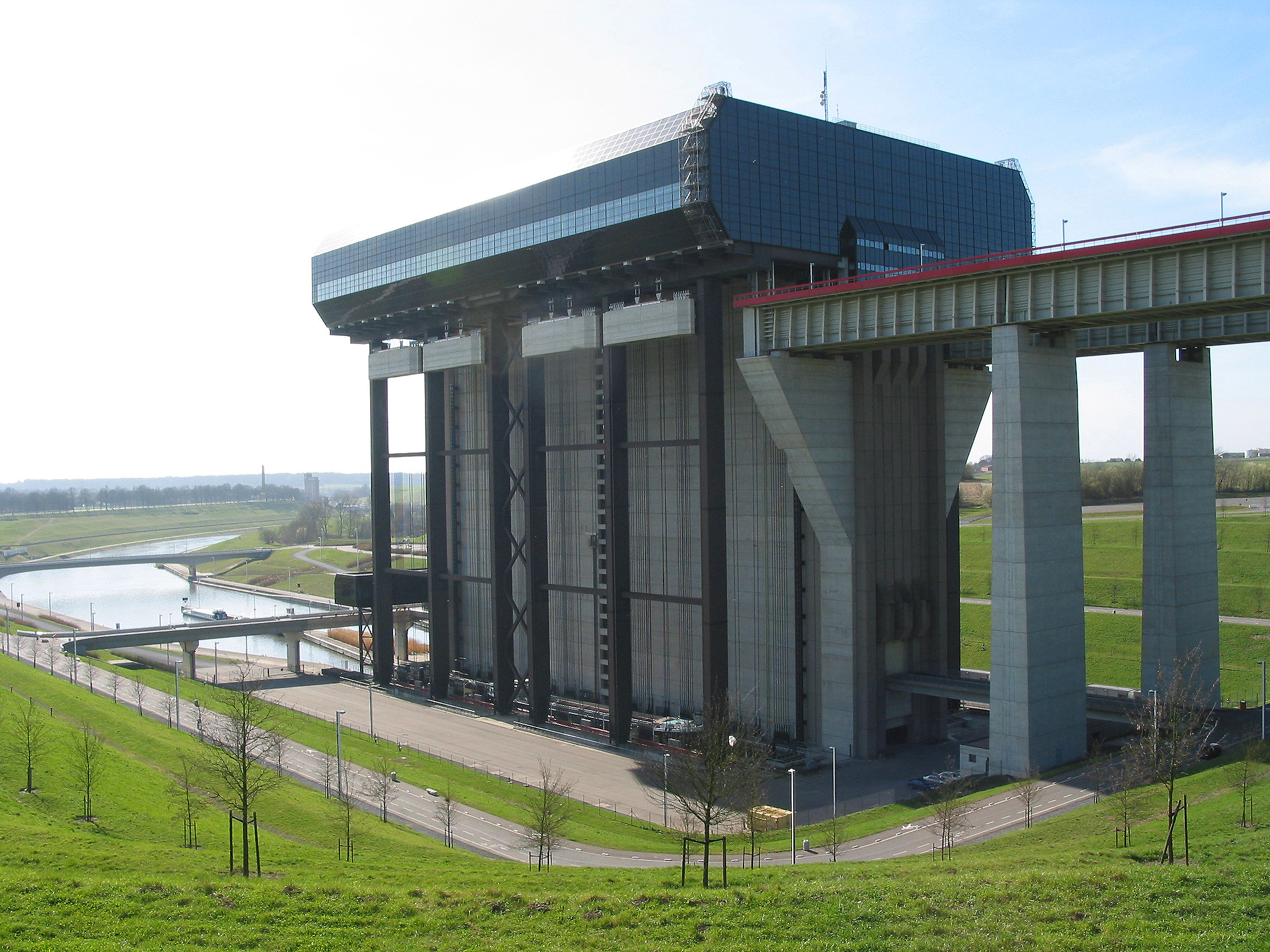
Судоподъёмник Стрепи-Тьё

Проект большого судоподъёмника был разработан в рамках программы по модернизации Центрального канала, с целью замены старой системы из двух шлюзов и четырёх 16-метровых судоподъёмников, построенных в 1889—1919 годах.
В 1982 году на новом Центральном канале началось строительство судоподъёмника. Планировалось запустить его в эксплуатацию в конце девяностых, но пуск состоялся только в 2002 году. Затраты на строительство составили примерно 160 миллионов евро, однако за счёт большей производительности нового судоподъёмника поток судов увеличился с 256 тысяч тонн (в 2001 году) до 2295 тысяч тонн (в 2006 году).
Четыре судоподъёмника на старом Центральном канале занесены в список всемирного наследия ЮНЕСКО. Они используются до сих пор, но только для подъёма прогулочных судов.

## Конструкция

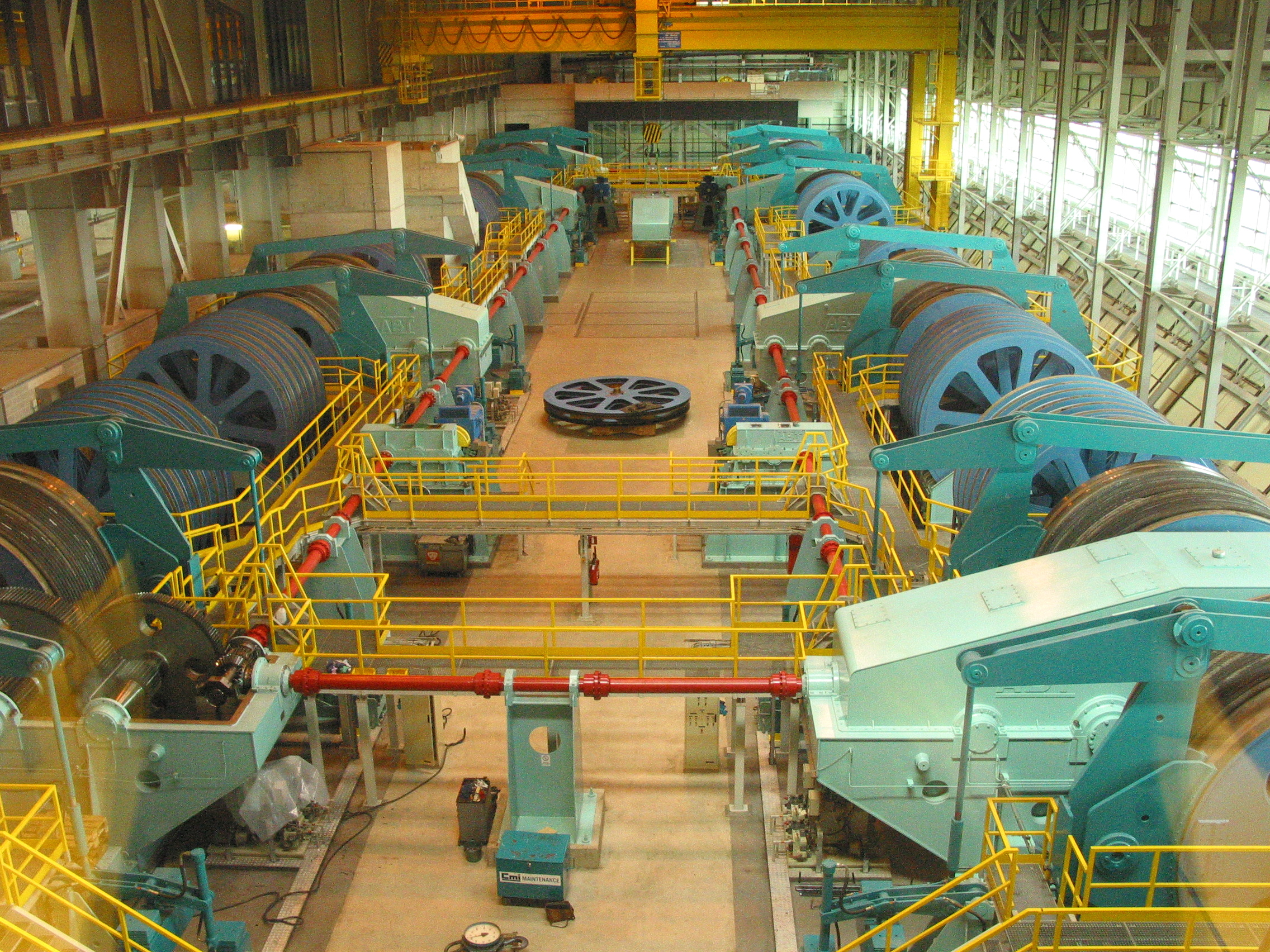
Машинный зал

Судоподъёмник состоит из двух уравновешенных камер, наполненных водой. Они могут двигаться в вертикальной плоскости независимо друг от друга.
По закону Архимеда вес камер не должен зависеть от того, находится ли в них судно или нет. На практике постоянный уровень воды поддерживать сложно, поэтому масса камер меняется в пределах от 7200 до 8400 тонн.
Полезная длина каждой камеры 112 м, ширина 12 м, глубина — от 3,35 до 4,15 м.
Каждая камера подвешена на 120 несущих тросах, которые переброшены через направляющие шкивы диаметром 4,8 м и связаны с противовесами. Дополнительно по 32 троса управления используются для подъёма и спуска камер. Диаметр каждого троса 85 мм. Масса противовесов подобрана так, чтобы сила натяжения тросов управления не превышала 100 кН.
Каждую камеру поднимают по восемь лебёдок, приводимых в действие четырьмя электромоторами через редукторы. Камера преодолевает высоту в 73 метра за семь минут.
Длина судоподъёмника 130 м, ширина 81 м, высота 117 м. Для достижения жёсткости конструкции и высокой прочности при кручении он построен с использованием очень сильно армированного железобетона, поэтому масса составляет приблизительно 200000 тонн.
Водонепроницаемые затворы камер выдерживают столкновение с судном водоизмещением до 2000 тонн, при скорости до 5 км/ч.
Судоподъёмник Стрепи-Тьё — ещё и туристическая достопримечательность провинции Эно. Билет на один подъём или спуск стоит 5,5 €.

## Фотогалерея

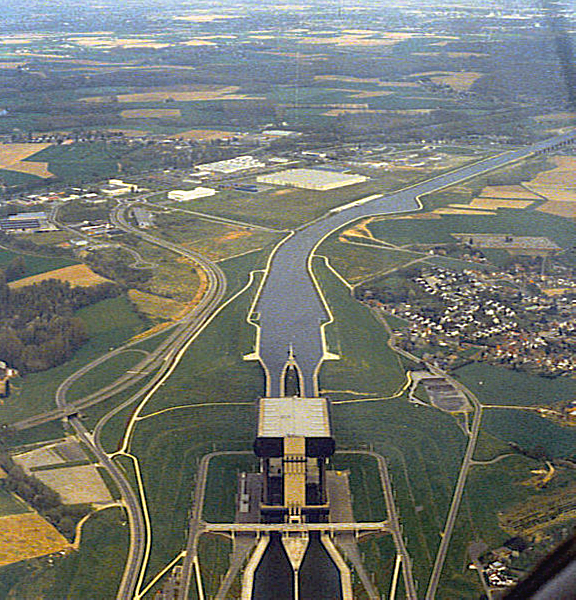
С высоты птичьего полёта
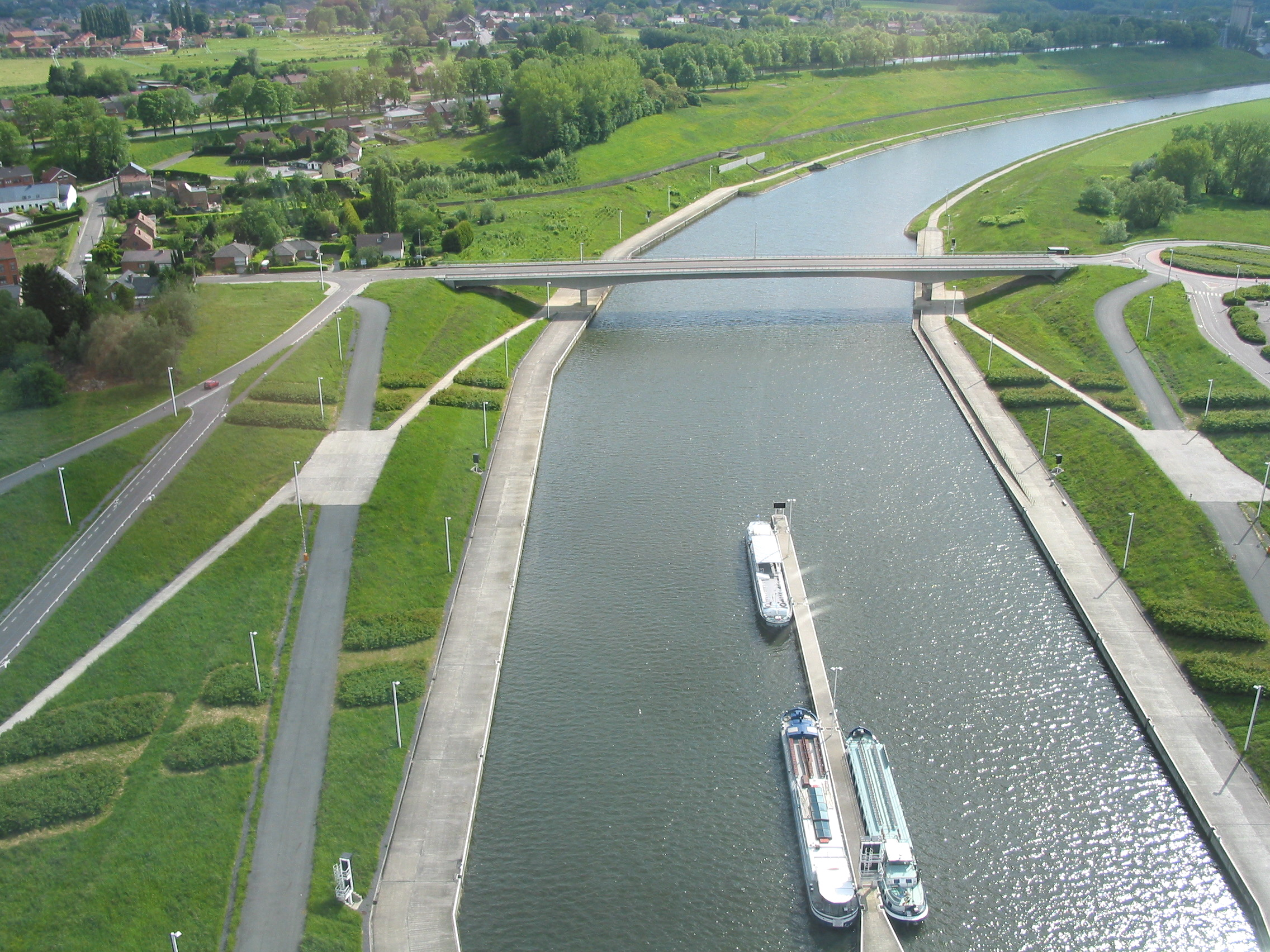
Вид на нижний канал
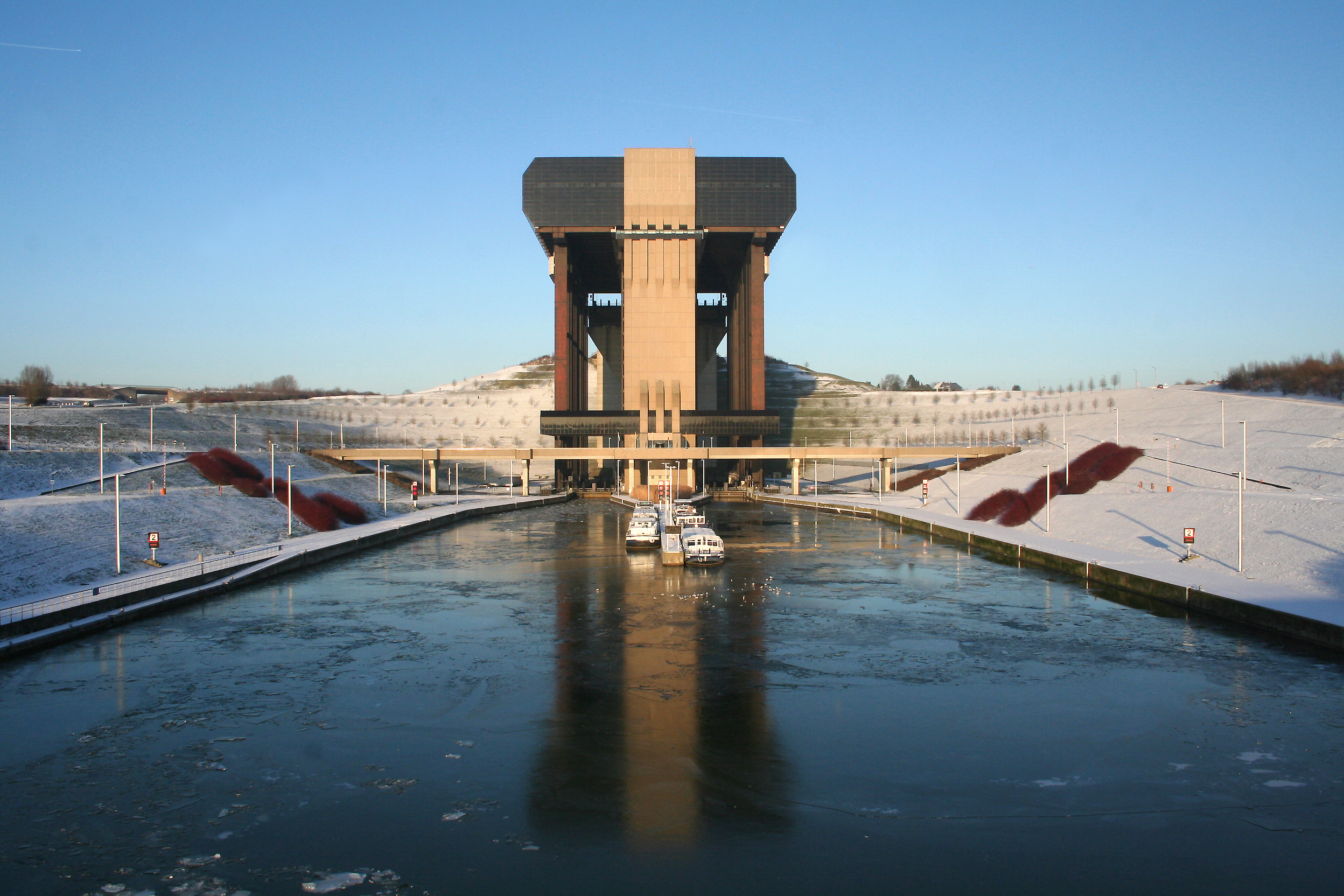
Со стороны нижнего канала
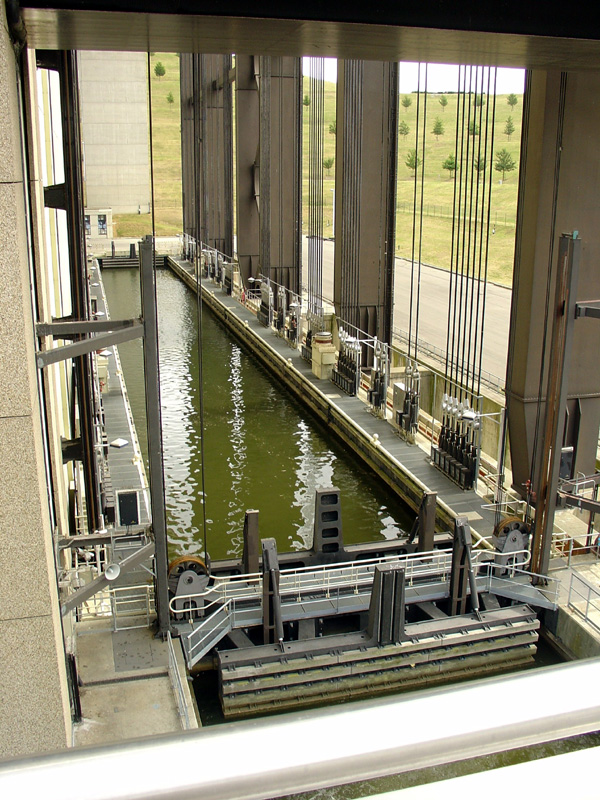
Одна из судоподъёмных камер
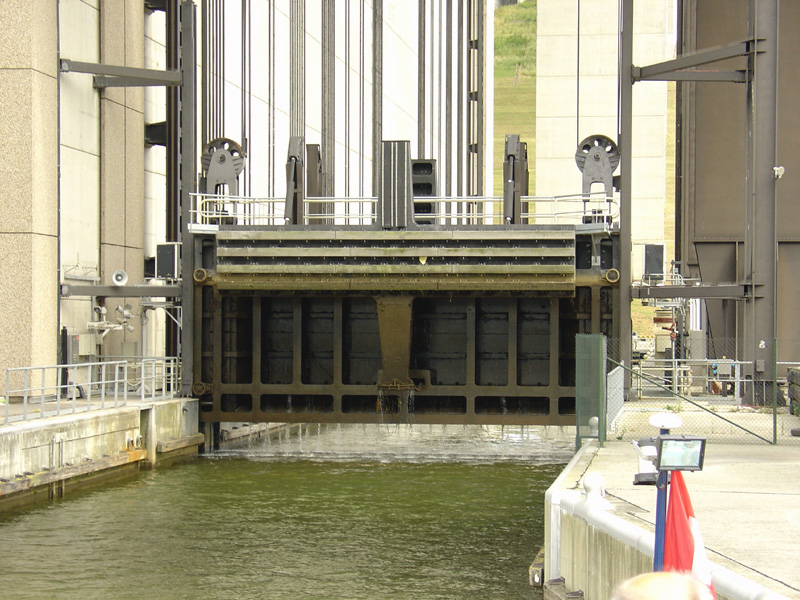
Нижний бьеф
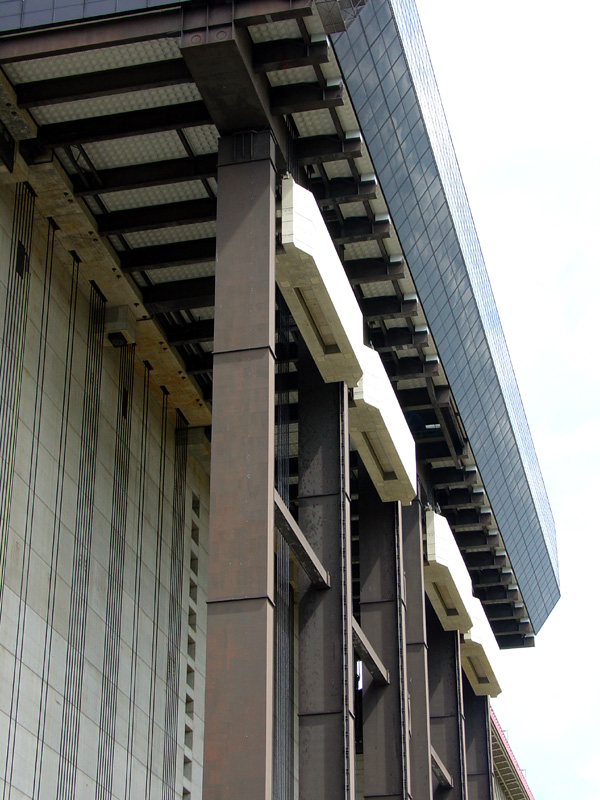
Противовесы, снаружи
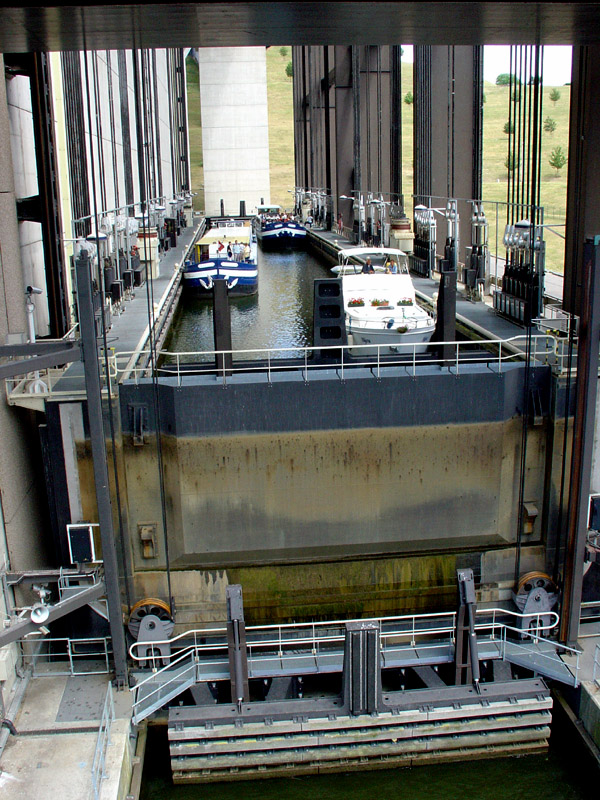
Подъём камеры
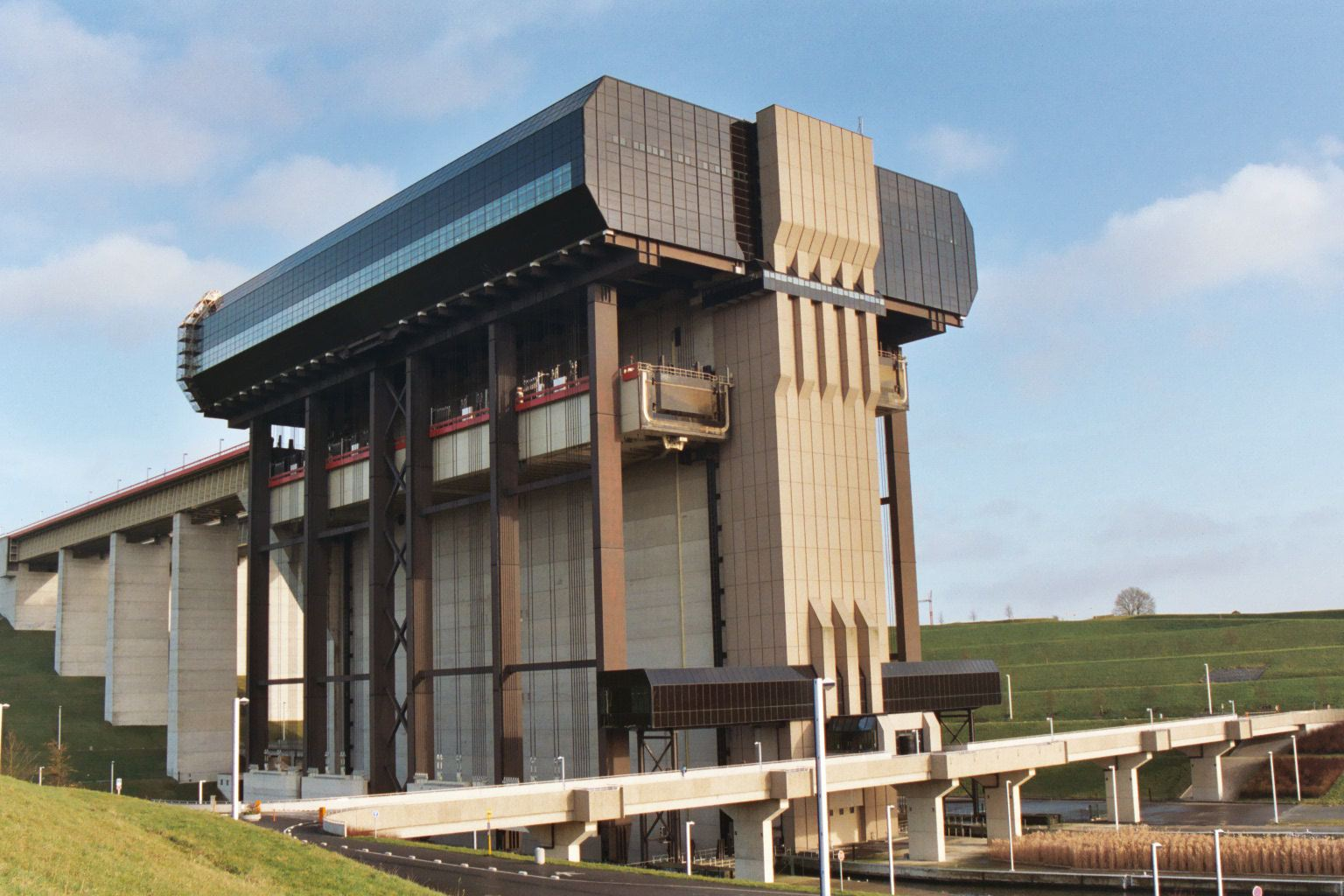
Вид со стороны нижнего канала